# Культура Казахстана
Современный Казахстан переживает период национального возрождения; в докладе президента Н. А. Назарбаева  перемены в стране характеризуются как возрождение национальной государственности.
Также возрождаются и народные ремесла, народные обычаи, обряды и национальные виды спорта, религия титульной нации, национальное образование и казахский язык, песенный жанр и стихосложение на казахском языке.
На XIII сессии Ассамблеи народа Казахстана Глава государства Н. А. Назарбаев  подчеркнул:

мы должны приложить все усилия для дальнейшего развития казахского языка, который является главным фактором объединения всех казахстанцев. В то же время создать благоприятные условия, чтобы представители всех проживающих в стране народностей могли свободно говорить, обучаться на родном языке, развивать его.

Закон Республики Казахстан от 24 декабря 1996 года № 56-I «О культуре» регулирует общественные отношения в сфере создания, возрождения, сохранения, развития, использования и распространения казахской национальной культуры, культуры других народов Казахстана.

## Язык
Казахский язык — Государственный язык Республики Казахстан.
В настоящее время в Казахстане развивается так называемая Казахизация.

## Культурные мероприятия в Казахстане
Казахстан известен своими фестивалями, такими как Звёзды Шакена, Приз Традиций и закрытыми фестивалями «Евразия» и «Голос Азии». Премиями Тарлан и недавно образовавшийся «КиноЭкшн-Астана».
За два месяца до начала VII Зимних Азиатских игр-2011 в Казахстане стартует программа «Культурная Азиада».

### Театральное искусство
В 2009 году республиканские театры поставили более тысячи спектаклей. По словам главы министерства культуры и информации РК Мухтар Кул-Мухаммеда, театральные премьеры проходят при аншлаге, билеты достать уже трудно.

### Кинематограф
Алма-Атинская студия кинохроники организована в 1934 году, а позднее 9 января 1960 года, она переименована в киностудию «Казахфильм». В настоящее время (2010 год) это единственная киностудия на территории Республики. Мультипликацией в Казахстане также занималась только студия Казахфильм.
За последние годы активно развивается производство кино вне Казахфильма и непосредственно с её участием. Это такие студии как «Sataifilm», «Mausymfilm» и многие другие. Также в производстве кино принимают участие телеканалы КТК, Казахстан и т. д.

## Организации
Культурой в Казахстане занимаются как правительственные, так и общественные организации.
- Министерство культуры Республики Казахстан
- Президентский центр культуры Республики Казахстан[19] — научно-культурный комплекс, создан в Астане в 2000 году.
  - Центр культурной жизни столицы — концертный зал на 1500 мест, созданный внутри рукотворного холма — основания пирамиды Нормана Фостера.[20]
- Фонд Первого Президента Республики Казахстан [21] — общественный фонд
- Национальный архивный фонд Республики Казахстан[22] — хранит документы историко-культурного наследия народа Казахстана.
- Центр современного искусства Сороса — Алматы

В 1989 году в Казахстане было 99 музеев и 9700 библиотек.